# Korál (együttes)
A Korál (időnként Balázs Fecó és a Korál néven is említve) magyar rockegyüttes, frontembere Balázs Fecó. Az 1980-as években Magyarország egyik legsikeresebb együttese volt.

## Története
Az együttes alapításának ötlete akkor merült fel, amikor Koncz Zsuzsa a KITT-egylet felbomlása után új állandó kísérőzenekart keresett magának, erre jött létre a Korál.
A kísérőzenekari tevékenység mellett készültek saját dalaik is (Ha kedvem tartja, vagy a Hobo által (Rusz László álnéven) írt Hazafelé), azonban rövid idő múlva feloszlottak.
Miután 1977. augusztus 20-án egy koncertre újra összeállt a Taurus, Balázs Fecóban felmerült az ötlet, hogy önálló zenekart alapítson, amely továbbviszi a Taurus örökségét. Énekesnek először Vikidál Gyulát hívták, készült is vele demófelvétel, de végül maradt a P. Mobilban, Balázs Fecó pedig úgy döntött, valamennyi dalt ő maga fogja énekelni. Az újjászervezett Korál 1978. május 1-jén mutatkozott be a Budai Ifjúsági Parkban. Kezdetben főleg hard rockot játszottak, részben Taurus-feldolgozásokra alapozva (kis- vagy nagylemezre került a Kiűzetés a Paradicsomból, Anyám, vigasztalj engem, Szólíts meg, vándor, A kőfalak leomlanak és a Válaszra várva). Fecó egyéniségének megfelelően azonban helyet kapott a líraiság is a zenéjükben, ezzel alakítva ki a Korál egyedi arculatát. Az egyidejűleg jelen lévő kemény rock (Tudom, én is megnyugodnék, Hangoddal ébreszt a szél) és líra (Maradj velem, Amit nem mondhattam el) jegyében készült 1980-ban első nagylemezük. A dalszövegeket a Taurushoz hasonlóan Horváth Attila írta, akit Fecó a Korál „láthatatlan tagjának” nevez.
1981-ben a Tánc- és Popdalfesztiválon a Homok a szélben című dallal nagy sikert arattak: harmadik helyezést értek el és közönségdíjat kaptak. Ez a sláger már előfutára a stílusbeli változásnak, egyre inkább az érzelmesebb lassú dalok kerültek előtérbe a következő két stúdióalbumon (A túlsó part, Az óceán). Utóbbit már az 1983-ban kialakult végleges felállás készítette: Balázs Fecó – billentyűs hangszerek, ének, Fischer László – gitár, Fekete Tibor – basszusgitár, Dorozsmai Péter – dob, ütőhangszerek.
1986-ban az együttes felhagyott a koncertezéssel, bár 1993-ban újabb stúdióalbum jelent meg (Balázs Ferenc és a Korál), amely azonban nem kapott nagy nyilvánosságot.
1997-ben újra összeálltak egy koncertre a Kisstadionban, ahol már játszottak 1982-ben. A felvétel megjelent szimpla és dupla CD-n/kazettán, VHS-en, majd később DVD-n is. A koncert megkapta "Az év koncertje" eMeRTon-díjat. Ugyanott adtak koncertet 2000-ben és 2006-ban. Utóbbi egyúttal az új stúdióalbum bemutatója is volt, amelyen hat korábbi dal szimfonikus zenekari kísérettel újra felvett változata és hét új szerzemény hallható. Az együttes időnként ezután is koncertezett az ország különböző részein. 2017-ben Balázs Fecó arról nyilatkozott, hogy megromlott egészségi állapota miatt már kevésbé bírja a rendszeres koncertezést, ezért a Korál búcsúkoncertjét tervezi, aminek részletei később derülnek ki.
2018. május 5-én az együttes az Arénában ünnepelte 40 éves jubileumát (az 1978. május 1-i koncerttől számítva). A koncert egy részében szimfonikus zenekar is közreműködött, két dal erejéig pedig újra összeállt az 1978-as felállás Scholler Zsolttal és Pados Istvánnal. Két nappal korábban a Klebelsberg Kultúrkúriában tartottak bejátszókoncertet. Ez volt egyben az együttes utolsó fellépése is, mivel Balázs Fecó 2020. november 26-án koronavírus-fertőzésben elhunyt.

## Diszkográfia
- Korál (1980)
- A túlsó part (1982)
- Az óceán (1984)
- Korál IV. (1975–1985) (1985, kislemezdalok gyűjteményes kiadása; 2012-ben megjelent CD-n, bónuszként Taurus-kislemezdalokkal)
- Kőfalak…. Aranyalbum (1991, válogatás)
- Homok a szélben (1993, válogatás)
- Balázs Ferenc és a Korál (1993)
- Maradj velem (szimpla) (1997, "best of" a koncertfelvételből)
- Maradj velem (dupla) (1997, a teljes koncert felvétele)
- Ne állj meg soha (2006)
- Amikor vége az utolsó dalnak is..., a 2018-as koncert felvétele (2018)
- Legszebb dalaink (2021)[2]

## Kapcsolódó zenekarok
- Balázs Fecó Band: mivel Fekete Tibor és Dorozsmai Péter egyéb elfoglaltságai nem teszik lehetővé, hogy a Korál olyan rendszerességgel koncertezzen, amennyire igény lenne, Balázs Fecó és Fischer László Tolmacsov György basszusgitárossal és Krecsmarik Gábor dobossal alapítottak zenekart Korál-dalok játszására (esetenként Krecsmarikot Donászy Tibor helyettesítette).
- Korál Forever Band: hasonló célra alakult együttes, Fischer László vezetésével.Az együttes tagja még Fischer két Zöld a Bíbor Band-beli társa, Nagy Liszt Zsolt billentyűs és Kiss Zoltán énekes, a basszusgitáros Tóth „Chubby” Csaba, a doboknál pedig Nagy László a Kormoránból. Az eredetihez képes keményebb hangzással játsszák a dalokat, köztük olyanokat is, amelyek Korál-koncerteken nem szoktak elhangzani. 2016-ban Kiss Zoltán helyét Csákvári László vette át.